# Cachrys pungens
Cachrys pungens là một loài thực vật có hoa trong họ Hoa tán. Loài này được Jan ex Guss. mô tả khoa học đầu tiên năm 1827.